# Pont de Capurnos
El Pont de Capurnos (Puente de Capurnos en castellà) és un pont sobre el riu Jalón al seu pas per la província de Saragossa (Espanya). Està situat en mig d'un camí sense asfaltar que uneix les localitats de Morata de Jalón i Chodes. Eixe camí és conegut amb el nom de camino de Capurnos. Ha sigut restaurat i el 26 de març de 2007 va ser declarat Bé catalogat.
El pont va ser construït per ordre del comte de Morata, Francisco Sanz de Cortés, qui va ordenar la seua construcció al mestre d'obres Juan de la Marca. Les obres van durar sis anys, entre 1675 i 1681. Per a la construcció es va usar pedra carreu, i consta d'un arc rebaixat d'uns 20 metres de llum per huit d'alt, amb tallamars a tots dos costats. L'altura de l'arc principal permet resitir la força de l'aigua en cas d'una avinguda. Esta gran altura, unida a que el pont no és llarg, fa que tinga una gran pendent a tots dos costats.